# Pombal (Paraíba)
Pombal is een gemeente in de Braziliaanse deelstaat Paraíba. De gemeente telt 32.443 inwoners (schatting 2009).
De gemeente grenst aan São Bentinho, Cajazeirinhas, São Domingos, Paulista, Lagoa, Aparecida en Condado.